# Saija Tuupanen
Saija Tuupanen (Tuupovaara, 31 maggio 1982) è una cantante finlandese.

## Biografia
Saija Tuupanen è salita alla ribalta nel 2003 con la incoronazione a regina al festival del tango finlandese Seinäjoen Tangomarkkinat. La vittoria alla rassegna le ha fruttato un contratto discografico con la Mediamusiikki, su cui ha pubblicato il suo album di debutto eponimo l'anno successivo, seguito da Tartu hetkeen (2009), On onni siinä (2014), e dall'album natalizio Joulu puhuu nel 2018; quest'ultimo ha debuttato nella classifica finlandese al 23º posto. Prima di diventare famosa, Saija Tuupanen studiava per diventare chef.

## Discografia

### Album
- 2004 - Saija Tuupanen
- 2009 - Tartu hetkeen
- 2014 - On onni siinä
- 2018 - Joulu puhuu

### Raccolte
- 2016 - 20 suosikkia

### Singoli
- 2003 - Näin vain tyhjän taivaan
- 2004 - Mä sadetta ootan
- 2006 - Taivas
- 2007 - Hiekkaa varpaisiin
- 2007 - Missä kuljet tänään
- 2008 - Tartu hetkeen
- 2008 - Salaisuudet paljastetaan
- 2009 - Tuulta riittää
- 2010 - Viimeinen valssi (con Jukka Hallikainen)
- 2011 - Lusikat menivät jakoon
- 2011 - Kaksi kynttilää (con Jukka Hallikainen)
- 2012 - Muistinko oikein
- 2014 - Kanssain jos aiot vähän matkaa
- 2014 - Myrskyn jälkeen kirkastuu (con Tommi Soidinmäki)
- 2014 - Joululaulu ystävälle
- 2015 - Äidille
- 2016 - Tulit luokseni
- 2016 - Pianhan meillä on joulu
- 2017 - Haaveiden yö
- 2017 - Joululaulu ystävälle/Lumilyhty
- 2018 - Kaksi kulkijaa
- 2019 - Vastatuuleen
- 2019 - Leikki (con Heikki Koskelo)